# Mogale City Local Municipality
Mogale City (englisch Mogale City Local Municipality) ist eine Lokalgemeinde im Distrikt West Rand der südafrikanischen Provinz Gauteng. Der Verwaltungssitz der Gemeinde befindet sich in Krugersdorp. Bürgermeister ist Francis Makgatho.
Da die UNESCO-Welterbestätte Wiege der Menschheit (englisch Cradle of Humankind) sich innerhalb der Gemeinde befindet, nennt sich Mogale City auch City of Human Origin (englisch für „Stadt der Herkunft des Menschen“).
Namensgeber der Gemeinde ist Mogale, ein König der Batswana aus dem 19. Jahrhundert.

## Geografie
Mogale City liegt im Westen des Distrikts und grenzt dort an die Provinz Nordwest. Südlich der Gemeinde liegen Merafong City und Randfontein und östlich Johannesburg sowie Tshwane.
Durch Mogale City fließen die Flüsse Magalies, Rietspruit, Krokodil und Mooirivierloop. Des Weiteren gibt es auch einen Stausee in der Gemeinde, den Lancaster Dam.

## Städte und Orte
- Battery
- Elberta
- Hekpoort
- Kagiso
- Krugersdorp
- Luipaardsvlei
- Magaliesburg
- Muldersdrif
- Nooitgedacht
- Thorndale

## Bevölkerung
Im Jahr 2011 hatte die Gemeinde 362.422 Einwohner in 117.373 Haushalten auf einer Gesamtfläche von 1342,16 km². Davon waren 75,6 % schwarz, 21 % weiß, 2,2 % Inder bzw. Asiaten und 0,8 % Coloured. Erstsprache war zu 31 % Setswana, zu 16,8 % Afrikaans, zu 11 % isiZulu, zu 9,5 % Englisch, zu 8,5 % isiXhosa, zu 5,5 % Sesotho, zu 4,3 % Xitsonga, zu 3,9 % Sepedi, zu 2,3 % Tshivenda, zu 1,6 % isiNdebele, zu 0,5 % Siswati und zu 2,5 % eine andere Sprache.

## Verkehr
Das Gemeindegebiet ist über die Nationalstraße N14 an das Fernstraßennetz angebunden.